# Corey Maggette
Corey Antoine Maggette (* 12. November 1979 in Melrose Park, Illinois) ist ein ehemaliger US-amerikanischer Basketballspieler, der von 1999 bis 2013 in der NBA aktiv war, die meiste Zeit davon bei den Los Angeles Clippers.

## Karriere
Maggette wurde im NBA-Draft 1999 an 13. Stelle von den Seattle SuperSonics ausgewählt, jedoch noch am gleichen Tag im Austausch für Horace Grant zu den Orlando Magic transferiert. Er spielte ein Jahr für die Magic, bevor er im Juni 1999 an die Los Angeles Clippers abgegeben wurde. Dort war er acht Jahre aktiv und erlebte sportlich seine beste Zeit. 2004/05 spielte Maggette mit 22,2 Punkten, 6,0 Rebounds und 3,4 Assists pro Spiel seine persönlich beste Saison.
Im Juli 2008 unterschrieb er als Free Agent bei den Golden State Warriors. Auch hier war er mit gut 19 Punkten pro Partie ein produktiver Spieler, bevor er im Juni 2010 zu den Milwaukee Bucks transferiert wurde. Bei den Bucks nahm Maggette hauptsächlich die Rolle des sechsten Mannes ein und erzielte 12 Punkte pro Spiel im Durchschnitt.
Im Juni 2011 wurde Maggette im Rahmen eines Drei-Team-Deals zu den Charlotte Bobcats transferiert. Für die Bobcats konnte Maggette aufgrund mehrerer Verletzungen nur insgesamt 32 Spiele absolvieren, blieb aber mit 15 Punkten pro Partie weiterhin ein wichtiger Spieler.
Die Bobcats transferierten den Forward im Sommer 2012 im Austausch für Ben Gordon zu den Detroit Pistons. In seiner letzten NBA-Spielzeit (2012/13) kam Maggette in nur 18 Spielen zum Einsatz und erzielte dabei durchschnittlich 5,3 Punkte pro Spiel in 14,3 Minuten.
Seit seinem Karriereende arbeitet Maggette für Fox Sports als Analyst für die Spiele der Clippers sowie als Kommentator für Spiele der Collegeliga NCAA.

### Karrierebestleistung
- 39 Punkte vs. Los Angeles Lakers: 12. April 2007
- 19 Rebounds vs. Detroit Pistons: 8. November 2004
- 9 Assists (2 mal)
- 6 Steals vs. Los Angeles Lakers: 16. Dezember 2007
- 2 Blocks (11 mal)